# Мельников Ювеналій Дмитрович

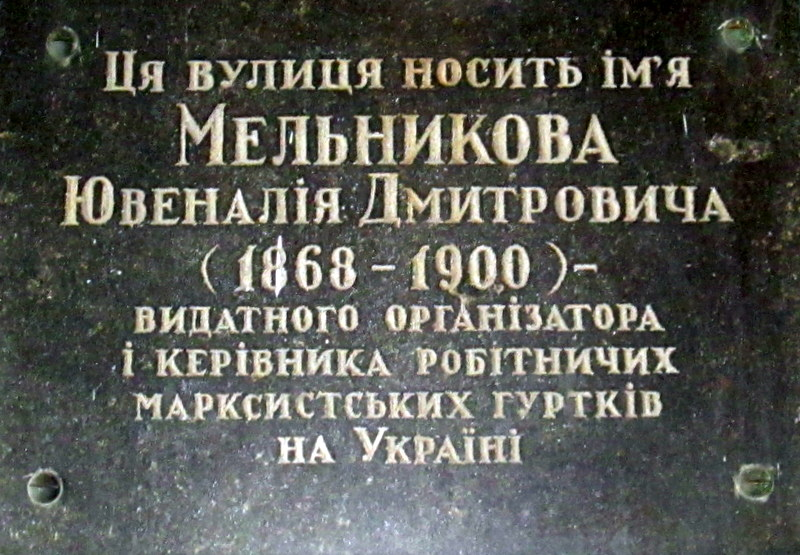
Анотаційна дошка на будинку № 32 колишньої вулиці Мельникова в Києві (демонтовано 2019 року)

Ме́льников Ювена́лій Дми́трович (23 квітня (5 травня) 1868, Митченки, Чернігівська губернія, Російська імперія — 24 квітня (7 травня) 1900, Астрахань, Астраханська губернія, Російська імперія) — український революціонер, пропагандист марксизму, один з організаторів перших марксистських гуртків у Росії і в Україні.

## Біографія
Народився 23 квітня (5 травня) 1868 року в селі Митченках (нині — Бахмацького району Чернігівської області) в родині поміщика Івана Федоровича Оробченка-Бедняченка. Навчався в реальному училищі у Ромнах, однак у 5-му класі був вимушений полишити навчання через брак коштів. Набувши спеціальність слюсаря в невеликій майстерні в Ромнах, Мельников починає працювати в Харківських залізничних майстернях.
До політичної боротьби прилучився під впливом ідей народництва, утім, від початку орієнтувався на роботу в робітничому середовищі (на початку 1888 року, працюючи в Харкові слюсарем залізничних майстерень, брав участь у народницьких революційних гуртках, 1889 року вже самостійно вів народницьку пропаганду в містах Таганрозі та Ростові-на-Дону. У жовтні 1889 року був заарештований та на 8 місяців ув'язнений у «Хрести», де захворів на цингу. Там же під впливом Емілія Абрамовича зацікавився марксизмом.
На початку 1890-х років формується як марксист (був пов'язаний з Михайлом Бруснєвим і Павлом Точиським). Наприкінці 1891 року переїхав до Києва, де розпочав роботу в майстерні Київської міської залізниці. Водночас очолив підпільну роботу з об'єднання місцевих соціал-демократичних гуртків, із яких згодом був створений київський «Союз боротьби за визволення робітничого класу». Жив і працював у відкритій ним слюсарній майстерні в будинку по нинішній вулиці Юрія Іллєнка № 23 (будинок не зберігся). 1893 року заснував «Лук'янівський клуб». У грудні 1895—1896 роках очолював Робітничий комітет, був одним з керівників соціал-демократичної групи «Робітнича справа» («Рабочее дело»).
11 квітня 1896 року після провалу «трамвайного гуртка» його заарештували і ув'язнили в Києві на 10 місяців. Після звільнення в січні 1897 року внаслідок хвороби був засланий на батьківщину до Ромен. Втретє Мельникова було заарештовано в Ромнах у листопаді 1897 року, переведено в Лук'янівську тюрму, де він пробув до лютого 1898 року й остаточно підірвав своє здоров'я. За спогадами члена СДКПіЛ та РСДРП Йосипа (Юзефа) Мошинського, в тюрмі
|  | Ювеналій Дмитрович був великим ентузіастом і романтиком: весь його революційний романтизм, що не знайшов собі простору в тісних рамках провінційного Києва, весь вогняний темперамент цього замкненого в клітку і передчасно замученого українського орла давався взнаки в козацьких піснях, які нерідко сколихали мовчазні склепіння нашого безлюдного коридору. Найулюбленішою була у нього Шевченківська дума, яка нині особливо популярна в Радянській Україні: «Ой зійшла зоря вечоровая, над Почаєвом стала». Також любив т. Ювеналій виконувати в Лук'янівській в'язниці українську марсельєзу: «Ще не вмерла Україна...» Оригінальний текст (рос.) Ювеналий Дмитриевич был большим энтузиастом и романтиком: весь его революционный романтизм, не нашедший себе простора в тесных рамках провинциального Киева, весь огненный темперамент этого запертого в клетку и преждевременно замученного украинского орла давал себя чувствовать в казацких песнях, нередко оглашавших молчаливые своды нашего безлюдного коридора. Самой любимой была у него Шевченковская дума, которая ныне особенно популярна на Советской Украине: «Ой зійшла зоря вечоровая, над Почаєвом стала». Также любил т. Ювеналий исполнять в Лукьяновской тюрьме украинскую марсельезу: «Ще не вмерла Україна…» |

Після переведення з Лук'янівської тюрми знову висланий у Ромни під нагляд поліції. У червні 1899 року Мельникова було переведено до Астрахані, де 24 квітня (7 травня) 1900 року (за іншими даними — 17 квітня 1900 року) він помер від набутої у в'язниці хвороби на сухоти.

## Вшанування пам'яті
У 1923–2018 роках (з перервами) у Києві існувала названа на його честь вулиця (колишня Велика Дорогожицька), на будинку № 32 якої встановлено анотаційну дошку. 11 жовтня 2018 року Київська міська рада ухвалила рішення перейменувати вулицю Мельникова на вулицю Юрія Іллєнка, незважаючи на звернення директора Національного історико-меморіального заповідника «Бабин Яр» Бориса Глазунова і дослідника історії Києва Михайла Кальницького зберегти колишню назву, що нагадує про трагедію Бабиного Яру і присвячена «борцеві за права робітників київської Лук'янівки, переслідуваного царським режимом».